# Сан Лукезе (Сијена)
Сан Лукезе је насеље у Италији у округу Сијена, региону Тоскана.
Према процени из 2011. у насељу је живело 61 становника. Насеље се налази на надморској висини од 199 м.